# Zuzana Štočková
Zuzana Štočková est une joueuse d'échecs slovaque née Zuzana Hagarová le 25 novembre 1977 à Kežmarok. Maître international (titre mixte) depuis 2002, elle a remporté avec la Slovaquie le Championnat d'Europe d'échecs des nations 1999 à Batoumi.
Au 1er mai 2018, elle est la deuxième joueuse slovaque avec un classement Elo de 2 301 points.
Elle a remporté la médaille d'argent au championnat du monde des moins de 18 ans en 1994.

## Compétitions par équipe
Zuzana Štočková a participé à neuf olympiades (de 1994 à 2008 et en 2014), occupant le premier échiquier de la Slovaquie en 1998.
Elle a représenté la Slovaquie au premier échiquier lors de quatre championnats d'Europe par équipe de 1997 à 2003, remportant la médaille d'or par équipe en 1999.